# Système de contrôle automatisé du trafic aérien
 (septembre 2024).
Si vous disposez d'ouvrages ou d'articles de référence ou si vous connaissez des sites web de qualité traitant du thème abordé ici, merci de compléter l'article en donnant les références utiles à sa vérifiabilité et en les liant à la section « Notes et références ».
Un système de contrôle automatisé du trafic aérien a pour but d'aider le contrôleur aérien à remplir sa mission de contrôle. Ce système est composé de plusieurs sous-système électroniques et informatiques interconnectés. Le système de contrôle français a porté le nom de CAUTRA depuis 1960 (les versions 1, 2, 3 furent développées de 1959 à 1984 par le Centre d'études de la navigation aérienne et la version 4 par le Service technique de la navigation aérienne). Il devrait être remplacé progressivement par le système 4-Flight développé par Thales à partir de 2022.

## Les contextes du système de contrôle
Un système de contrôle doit s'adapter au contexte de contrôle, déterminé par l'espace aérien à contrôler :
- En route : contrôle des aéronefs qui évoluent à haute altitude dans l'UIR (par exemple au-dessus du FL 195 en France, au-dessus du FL245 pour le centre de Maastricht : cette valeur varie dans le monde) et à moyenne altitude (dans la FIR).
- Centre terminal pour les gros aérodromes.
- Approche, qui consiste à ordonner les avions à l'arrivée et les aligner avec l'ILS ou à ordonner les avions au départ et à les guider vers la FIR.
- Piste, qui gère l'occupation de la (ou des) piste(s) de l'aérodrome.
- Sol, qui gère le roulage des avions entre la piste et l'aire de stationnement.

Pour être efficace dans tous ces contextes, le système doit s'adapter et être complété par de nouveaux sous-systèmes pour faire face à :
- la différence des tendances à l'évolution d'un aeronef : la trajectoire d'un aéronef en croisière sera beaucoup plus stable que celle d'un aéronef en espace terminal. Ceci conditionne beaucoup de paramètres tels que la fréquence de mise à jour des pistes radars.
- la variété des normes de séparation : toujours en croisière, la précision requise pour le positionnement d'un aéronef est moins importante qu'en espace terminal.
- la gravité des pannes possibles : la perte de l'image radar est bien plus grave si les avions sont proches et nombreux que si les avions sont en croisière et espacés.
- l'altitude d'un aéronef n'est pas pertinente pour le contrôle Sol.

Ces différentes situations ont mené à la conception d'un système adaptable.

## Les missions du système de contrôle
Le système de contrôle automatisé du trafic aérien peut être utilisé pour les missions suivantes :
- Contrôle opérationnel : le contrôle du trafic réel.
- Test et évaluation : tous les sous-systèmes sont soumis a plusieurs phases de test et de validation. En France, ces tests ont d'abord lieu à la DSNA-DTI (Direction des services de la Navigation Aérienne, Direction de la Technique et de l'Innovation) puis sur les réseaux de tests des différents centres de contrôle.
- Formation : la formation des contrôleurs aériens doit pouvoir se faire dans de bonnes conditions et sur du trafic simulé. Dans cette mission, tous les acteurs extérieurs sont simulés (radars, centres étrangers, etc.). Une particularité de cette mission est la fonction de gel de l'exercice de contrôle. En France, cette mission est essentiellement effectuée à l'ENAC.
- Archivage, rejeu et visualisation, pour des raisons légales (incidents, accidents) mais aussi pour évaluer le montant de la redevance au service de contrôle auprès des compagnies aériennes.

## Les acteurs extérieurs au système de contrôle
- Centres étrangers
- CFMU
- Service de dépôt des plans de vols
- Organismes militaires
- Service d'information aéronautique
- Gestionnaire aéroportuaire
- Système de gestion des redevances
- Météo
- Aéronefs
- Compagnies aériennes

## Les services rendus par le système de contrôle

### Service de surveillance de l'espace aérien

#### Capteurs de surveillance
Les capteurs de surveillance sont le premier maillon de la chaine : ces systèmes ont pour mission de « voir » les avions et de transmettre toutes les informations disponibles aux systèmes de poursuite.

##### Radar primaire
Le radar primaire utilise le principe de la réflexion des ondes électromagnétiques. La station mesure l'écart de temps entre l'émission de l'impulsion et la réception de l'onde réfléchie sur la cible pour en déduire la distance de celle-ci. La position de la cible est déterminée en mesurant l'azimut de l'antenne à l'instant de la réception.
Les réflexions se produisent sur les cibles (ie. les avions), mais aussi sur des objets fixes (immeubles) ou mobiles (camions) non désirés, ce qui tend à créer des parasites. La fonction « traitement » du radar est chargée de l'élimination de ceux-ci.
Les avantages du radar primaire sont :
- Aucun équipement embarqué n'est nécessaire pour la détection de la cible, ce qui permet la détection des cibles non-coopératives
- Il peut être utilisé pour la surveillance au sol

Les inconvénients du radar primaire sont :
- Les cibles ne peuvent pas être identifiées
- L'altitude des cibles ne peut être déterminée
- Il nécessite des émissions puissantes, ce qui tend à limiter la portée

##### Radar secondaire
Le système de surveillance radar secondaire (SSR) est composé de deux éléments : une station sol interrogatrice et un transpondeur embarqué dans l'avion. Le transpondeur répond aux interrogations de la station, la renseignant sur son identité et son altitude.
Le SSR se développa avec l'utilisation du Mode A/C puis du Mode S pour l'aviation civile.
Les transpondeurs Mode A/C fournissent l'identification (code Mode A) et l'altitude (code Mode C) de l'avion en réponse aux interrogations. Par conséquent, la station connait la position (en trois dimensions) et l'identité des cibles.
Le Mode S est une amélioration du Mode A/C. Il en contient toutes les fonctions, mais permet également une interrogation sélective des cibles grâce à l'utilisation d'une adresse unique codée sur 24 bits, ainsi qu'une liaison de données bidirectionnelle permettant l'échange d'informations air/sol.
Les avantages du SSR sont :
- La détermination de l'identité et de l'altitude, en plus de la distance et de l'azimut.
- Il est beaucoup moins sujet aux parasites que le radar primaire.
- Sa portée est beaucoup plus importante que celle du radar primaire, étant donné que l'interrogation et la réponse n'ont que la distance aller à parcourir.
- Le Mode S introduit l'avantage de liaison de données air/sol.

Les inconvénients du SSR sont :
- Il ne convient pas à la surveillance au sol, à cause de la perte de précision introduite par le délai de traitement du transpondeur.
- Les systèmes mode A/C connaissent de nombreux problèmes d'enchevètrement des réponses et de réception de réponses non-sollicitées. Le Mode S résout ces problèmes en interrogeant sélectivement les cibles.

##### Multilatération
Un système de multilatération est composé de plusieurs balises qui reçoivent les signaux émis par le transpondeur d'un avion pour le localiser. Ces signaux sont soit spontanés (squitters), soit des réponses (SSR ou Mode S) aux interrogations d'un radar proche, soit des réponses (Mode S) aux interrogations de ces balises. La localisation se fait grâce au principe de différence de temps d'arrivée de ces signaux. Pour chaque paire de balises sont établies des surfaces (hyperboles), dont la différence en distance à ces balises est constante : la position de l'avion est à l'intersection de ces surfaces.
La précision d'un système de multilatération dépend de la géométrie du système formé par l'avion et les balises, ainsi que de la précision de la mesure du temps d'arrivée des signaux.
Aujourd'hui, la multilatération est principalement utilisée pour la surveillance des mouvements au sol et des approches. Son utilisation pour la surveillance en-route est à l'étude.
Les avantages de la multilatération sont :
- L'utilisation de la technologie SSR actuelle (aucune évolution des équipements embarqués n'est nécessaire)
- Il convient à la surveillance au sol. Celle-ci en revanche nécessite un équipement Mode S des avions, étant donné que les transpondeurs Mode A/C sont la plupart du temps désactivés au sol pour limiter la pollution radioélectrique.

Les inconvénients de la multilatération sont :
- Les signaux doivent être correctement reçus par au moins quatre balises, ce qui pose le problème de l'emplacement de celles-ci, en particulier pour la surveillance en-route.

##### ADS-C
Avec l'ADS-C (Automatic Dependant Surveillance - Contract), l'avion utilise ses systèmes de navigation satellitaires ou inertiels pour automatiquement déterminer et transmettre au centre responsable sa position et d'autres informations.
Les informations transmises via l'ADS-C peuvent être :
- la position de l'avion ;
- sa route prévue ;
- sa vitesse (sol ou air) ;
- des données météorologiques (direction et vitesse du vent, température, etc.).

Les informations de l'ADS-C sont transmises via des communications point à point, par VHF ou par satellite. Les systèmes sol et embarqués négocient les conditions suivant lesquelles ces transmissions s'effectuent (périodiques, sur événement, à la demande, ou sur urgence).
L'ADS-C est typiquement utilisé dans les zones désertiques ou océaniques où il n'y a pas de couverture radar.
Les avantages de l'ADS-C sont :
- l'utilisation pour la surveillance des zones sans couverture radar ;
- la transmission de l'information route « prévue » ;
- la liaison de données air/sol (comme pour le Mode S et l'ADS-B).

Les inconvénients de l'ADS-C sont :
- il dépend entièrement de l'avion et de la véracité des données qu'il transmet.

##### ADS-B
Avec l'ADS-B (en anglais : Automatic Dependant Surveillance - Broadcast), l'avion utilise ses systèmes de navigation satellitaires ou inertiels pour automatiquement déterminer et diffuser sa position et d'autres informations (vitesse, indicatif de vol, etc.).
La position et la vitesse sont chacune transmises deux fois par seconde.
Les messages ADS-B (squitters) sont diffusés, par opposition à l'ADS-C qui utilise un protocole de communication point à point. Par conséquent, l'ADS-B est utilisé non seulement pour l'ATC, mais également pour des applications de surveillance embarquées.
Les avantages de l'ADS-B sont :
- L'utilisation pour l'ATC et pour des applications de surveillance embarquées.
- Le taux de rafraichissement élevé.
- La liaison de données air/sol (comme pour le Mode S et l'ADS-C).

Les inconvénients de l'ADS-B sont :
- Il dépend entièrement de l'avion et de la véracité des données qu'il transmet.
- En 2005, un tiers des avions survolant l'Europe ne sont pas équipés pour l'ADS-B et donc non détectés.

#### Systèmes de poursuite
Un système de contrôle automatisé du trafic aérien doit prendre en compte les données fournies par un certain nombre de capteurs de surveillance. En entrée de la poursuite, à chaque avion correspond autant de pistes qu'il y a de capteurs, et en sortie une seule. Le rôle du système de poursuite est donc de traiter et d'unifier l'ensemble de ces données, pour transmettre une information fiable au système de visualisation. 

##### Système à mosaïques
Dans les systèmes à mosaïque, l'espace aérien est divisé en cellules. Pour chacune de celles-ci, un capteur préférentiel est prédéterminé. Le système reçoit les données de tous les capteurs, et choisit l'information appropriée à la cellule dans lequel l'avion est détecté.

##### Système de fusion multi-pistes
Un système de fusion multi-pistes reçoit les données de tous les capteurs, appliquant à chacune une pondération. Cette pondération dépend de la précision de chaque capteur dans la zone considérée, ainsi que l'age des pistes.

##### Système de fusion multi-plots
Un système de fusion multi-plots reçoit les plots de tous les capteurs pour établir en permanence la position de l'avion la plus précise possible. Il génère ensuite une piste basée sur les plots lissés successifs.
Les systèmes de fusion multi-plots sont en général les plus performants, mais aussi les plus compliqués : ils doivent prendre en compte les caractéristiques des différents capteurs, et gérer le fait que les plots arrivent de manière asynchrone.

##### ARTAS
ARTAS (ATM suRveillance Tracker And Server) est un système combinant poursuite et serveur de pistes. Les centres de contrôle souscrivent à un serveur ARTAS pour une zone donnée, pour recevoir les données de surveillance sur cette zone. Les informations plan de vol peuvent également être envoyées.
Le développement d'ARTAS, mené par Eurocontrol, fut confié à la société Thales. C'est maintenant COMSOFT qui se charge de sa maintenance. Ce système a pour vocation de devenir le standard européen en la matière.

#### Corrélation
La corrélation est un mécanisme fondamental du système de contrôle. Elle établit un lien biunivoque entre une piste radar (en sortie de la poursuite) et un plan de vol si :
- l'adresse mode S de la piste radar (située dans un domaine précis) est identique à l'adresse mode S pour un segment précis du plan de vol (situé dans le même domaine). Ceci n'est possible que si l'avion, le radar, la poursuite et la correlation sont équipés mode S.
- le code mode A de la piste radar (située dans un domaine précis) est identique au code mode A pour un segment précis du plan de vol (situé dans le même domaine).

Dans les deux cas de corrélation, on peut remarquer que le postulat d'unicité du code mode A ou de l'adresse mode S n'est jamais établi. C'est la raison pour laquelle le service de corrélation se limite toujours à une zone précise.
Sur le sous-système de visualisation, la corrélation se traduit par l'association à chaque piste radar de ses informations plans de vol : prochaines balises, altitude prévue, etc.

#### Systèmes de visualisation
Le système de visualisation présente aussi fidèlement que possible la situation aérienne à l'utilisateur final, le contrôleur. La présentation de l'information concernant un avion donné répond à des règles strictes, et contiennent les éléments suivants :
- un symbole de position actuelle,
- une « comète », qui représente les positions passées,
- un vecteur vitesse, orienté suivant le cap et de longueur proportionnelle à la vitesse sol,
- une étiquette présentant des informations sur l'avion (Mode A, Mode C, indicatif de vol, vitesse sol, informations du plan de vol, etc.)

#### Service de surveillance sol
La circulation des avions au sol est loin d'être sans dangers, comme l'attestent de nombreux accidents comme celui de Tenerife (1977). Les risques augmentent lorsque la visibilité se dégrade et le trafic se densifie. L'augmentation de la capacité d'un aéroport passe donc par la mise en œuvre d'un système automatisé de surveillance, contrôle, routage et guidage des avions au sol : l'A-SMGCS (Advanced Surface Mouvement Guidance and Control System).
Ce système reçoit les informations de tous les capteurs disponibles (le plus souvent radar primaire de surface, multilatération, ADS-B et radar mode S), les traite avec son module de fusion, avant de les afficher sur un système de visualisation dédié. Il possède aussi des fonctions d'alerte de proximité (contrôle) et d'optimisation des trajectoires des avions (guidage et routage).
Le système doit également détecter les autres véhicules circulant sur les pistes et le tarmac ; ils sont équipés pour cela de balises spécifiques.
Article détaillé sur le site de la DSNA-DTI

### Service de traitement des plans de Vol
Le service de traitement des plans de vol constitue l'ensemble des mécanismes qui gèrent la vie du plan de vol, ses modifications ainsi que sa distribution aux divers sous-systèmes intéressés.

#### Le dépôt du plan de vol
La compagnie aérienne ou les pilotes peuvent déposer un plan de vol via Internet, par fax ou téléphone auprès des BRIA. Celui-ci renseigne le type d'appareil, le type de vol (IFR / VFR), la route, les aérodromes de départ, de destination et de déroutement, la vitesse et altitude de croisière prévues par le pilote, éventuellement pour diverses phases du vol.
Les compagnies aériennes opérant sur des lignes régulières ont la possibilité de remplir automatiquement des plans de vol répétitifs.

#### La prédiction de trajectoire
À partir du plan de vol, c’est-à-dire à partir du type d'appareil, de son poids au décollage et de sa route (suite des balises sol constituant son chemin projeté sur le sol), le traitement des plans de vol calcule une trajectoire 2D (projetée au sol) pour chaque vol. 
En plus de cette trajectoire 2D est calculée une trajectoire 4D qui inclut les altitudes et les heures estimées de passage (en fonction des performances de l'avion). Cette donnée est fondamentale dans le traitement des plans de vol : elle sert ensuite de base au calcul de la suite des secteurs aériens traversés.
Cette suite des secteurs traversés va déterminer :
- le code transpondeur alloué
- la distribution du plan de vol : seuls les contrôleurs aériens gérant un secteur traversé sont desservis en mises à jour.

#### La gestion des codes transpondeur
Tandis que le service de construction de l'image radar (Surveiller l'espace aérien) corrèle les pistes à l'aide d'un code transpondeur, c'est dans le traitement des plans de vol que l'allocation de ces codes est gérée.
Cette partie du traitement s'assure qu'un même code n'est pas alloué à deux plans de vols situés dans le même domaine d'intérêt.

#### Les états du plan de vol
Pour chaque organisme de contrôle traversé (centre en route, centre étranger, centre terminal, approche ou sol), le plan de vol passe par une succession d'états qui déterminent les modifications possibles du plan de vol ainsi que la desserte de ce dernier.
- état créé : le plan de vol a été déposé ou est notifié par un centre étranger.
- état éveillé : le vol est activé dans le centre de contrôle précédent, un centre étranger le notifie ou un vol va décoller.
- état activé : le vol est pris en compte dans l'organisme de contrôle courant.
- état terminé : le vol est sorti de l'organisme de contrôle, a été transféré au suivant ou a été annulé et ses données plan de vol sont donc archivées.

#### La modification de plan de vol
Le contrôleur aérien peut modifier le plan de vol qui n'est pas terminé pour l'organisme de contrôle duquel il dépend et changer sa route ou son code transpondeur, par exemple selon les informations qu'il peut obtenir du pilote ou d'un autre contrôleur.

#### La distribution du plan de vol
La distribution du plan de vol consiste en la desserte de la bonne information au bon moment.
Chaque changement d'état ou mise à jour du plan de vol entraine une redistribution du plan de vol aux clients intéressés dont voici quelques exemples :
- système de visualisation pour compléter les informations radar.
- éventuellement l'imprimante de strip dans un contexte pré-dialogue électronique (c'est le cas actuellement en France).
- système d'audit pour la gestion des redevances, pour la quantification des retards, etc.
- gestionnaires d'aérodrome et compagnies aériennes pour les renseigner sur le déroulement des vols dont ils ont la charge.

### Autres services
La certitude de la bonne marche du système est un élément clé du contrôle aérien : un service de supervision est donc indispensable pour s'en assurer.
Pour s'adapter au trafic qui varie beaucoup, par exemple entre la nuit et le jour, la division de l'espace aérien en secteurs aériens peut-être modifiée. Le système est renseigné de ces changements pour adapter l'information fournie au contrôleur aérien
Pour fonctionner, le système de contrôle doit connaître la géographie, la localisation des aéroports, les niveaux de vol limites, le découpage de l'espace, etc. Toutes ces données sont désignées sous le terme de données d'environnement.

## En France
Ce paragraphe illustre l'article en prenant l'exemple du système français.

### Le CAUTRA
En France, tous les services évoqués plus haut sont rendus par le CAUTRA, système de Coordination AUtomatique du TRafic Aérien. Le CAUTRA comprend plusieurs sous-systèmes qui implémentent tout ou partie des services d'assistance au contrôleur aérien, parmi lesquels on peut remarquer :
- le système de traitement des plans de vol
- le système de traitement radar
- le système de visualisation ODS

### Les cinq centres

Région d'information de vol#Les FIR françaises

L'espace aérien inférieur français est divisé en cinq régions d'informations de vol (FIR). Le trafic de chacune d'entre elles est contrôlé dans un Centre Régional de la Navigation Aérienne (CRNA). Ces cinq CRNA se divisent également la partie supérieure de l'espace aérien, l'UIR France :
- Nord : Athis-Mons (FIR de Paris+espace supérieur)
- Est : Reims (FIR de Reims+espace supérieur)
- Sud-Est : Aix-en-Provence (FIR de Marseille+espace supérieur)
- Sud-Ouest : Bordeaux (FIR de Bordeaux+espace supérieur)
- Ouest : Brest (FIR de Brest+espace supérieur) qui a la particularité de gérer les vols transatlantiques et donc les clairances océaniques en coopération avec le centre de Shannon.

Ces centres disposent d'un système de type centre en route, plus adapté aux vols en croisière et à la résolution de conflits pour des routes concourantes.

### La région parisienne
Les aéroports parisiens (Roissy Charles-de-Gaulle et Orly), du fait du fort trafic supporté, bénéficient d'un système de type organisme de contrôle complet centre terminal. Un tel système est plus adapté à la résolution de conflits (aéronefs tendant à se rapprocher dangereusement) pour des vols à forte évolution verticale.

### Les grandes approches
Les grandes approches sont alimentées en informations radar et plan de vol grâce à un centre en route adjacent. Elles disposent ainsi d'une image radar complète.
- Lille (SNA Nord)
- Bâle-Mulhouse (SNA Nord-Est)
- Strasbourg (SNA Nord-Est)
- Clermont-Ferrand (SNA Centre-Est)
- Lyon (SNA Centre-Est)
- Nantes (SNA Ouest)
- Bordeaux-Mérignac (SNA Sud-Ouest)
- Toulouse (SNA Sud)
- Nice (SNA Sud-Est)
- Montpellier (SNA Sud-Sud-Est)
- Marseille (SNA Sud-Sud-Est)